# Choinumni
Choinumni és una de les moltes tribus i bandes d'amerindis yokuts que vivien a la vall de San Joaquín de Califòrnia. Els choinumni vivien als marges del riu Kings. Llur cultura és especialment ben coneguda gràcies als informes de Thomas Jefferson Mayfield qui es va criar entre ells, a un poble, enfront de la desembocadura del Sycamore Creek, a la riba sud del riu Kings, just per sobre del que avui és Trimmer (Califòrnia) en la dècada de 1850 fins a 1861.